# Кертеминне (коммуна)
Кертеминне (дат. Kerteminde Kommune) — датская коммуна в составе области Южная Дания. Площадь — 205,85 км², что составляет 0,48 % от площади Дании без Гренландии и Фарерских островов. Численность населения на 1 января 2008 года — 23630 чел. (мужчины — 11732, женщины — 11898; иностранные граждане — 722).

## История
Коммуна была образована в 2007 году из следующих коммун:
- Кертеминне (Kerteminde)
- Лангесков (Langeskov)
- Мункебо (Munkebo)